# Dino Matrosse
Julião Mateus Paulo "Dino Matrosse" (Dande, 30 de dezembro de 1942) é um militar, engenheiro, advogado e político angolano, deputado da Assembleia Nacional entre 1977 e 2022.
Foi secretário-geral do Movimento Popular pela Libertação de Angola (MPLA), e sucedeu a João Lourenço num congresso do partido em dezembro de 2003.
Dino Matrosse é considerado um membro da linha ideológica ortodoxa do MPLA, originalmente adeptos do marxismo-leninismo, mas que a partir de 1990 mudou a fraseologia para o socialismo democrático. Até 2016 controlava um extenso sistema de organizações partidárias do MPLA, juntamente com Bento Bento e Kundi Paihama. Desde a saída de José Eduardo dos Santos da presidência de Angola e a eleição de João Lourenço em setembro de 2017, têm se mostrado crítico à ala conservadora e liberal do MPLA, passando a defender a limitação dos poderes presidenciais a dois mandatos, ou seja, 10 anos, conforme previsto na Constituição de Angola.

## Biografia
Julião Mateus Paulo nasceu numa família de activistas anticoloniais, sendo que um deles foi detido pela Polícia Internacional e de Defesa do Estado (PIDE) ainda em 1961 e é desaparecido político. Nascido em 30 de dezembro de 1942 na vila da Barra do Dande, município do Dande, na província do Bengo, é filho de Mateus Paulo e de Isabel Francisco Neto.
Seus estudos primários foram iniciados na Escola da Missão Metodista do Dande. Concluiu o ensino primário no Complexo Escolar São Domingos e preparatório anual para admissão aos liceus no Colégio São Paulo de Loanda. Entre 1958 e 1962, conclui o ensino secundário no Instituto Medio Industrial de Luanda.
Em 1962 Dino Matrosse começou a estudar engenharia na recém-fundada Universidade Agostinho Neto, curso que abandonou no mesmo ano por se opor à repressão colonial portuguesa contra os movimentos nacionalistas. Fez parte, assim, do primeiro grupo de alunos da mais antiga universidade angolana.
Deixou Angola e ingressou no Movimento Popular de Libertação de Angola (MPLA) em 4 de janeiro de 1963 em Quinxassa. Em 1965 é designado para trabalhar no escritório do partido na Zâmbia, participando, de 1965 a 1968, de cursos intermitentes de formação oficial militar na União Soviética. Em 1966 passou a liderar unidades das Forças Armadas Populares de Libertação de Angola (FAPLA) na província do Moxico. Foi nessa altura que adoptou o codinome "Dino Matrosse". De 1971 a 1975 torna-se comissário político e comandante da V Região Político-Militar (Frente Centro), responsável por estabelecer as estruturas de guerrilha das FAPLA/MPLA no Huambo e em Benguela.
Após a independência de Angola em 11 de novembro de 1975, ele completou seus estudos em engenharia electrónica na República Popular da Hungria, e também obteve licenciatura em direito (1984) pela Universidade Agostinho Neto, sendo colega de turma de Santana Petroff.
Após sua formação superior ocupou vários cargos no governo e nas forças armadas, incluindo Diretor Nacional de Recursos Humanos na Secretaria de Estado da Indústria e Energia e Chefe do Departamento Nacional de Políticas das FAPLA. Foi então vice-ministro da Defesa para Assuntos Políticos e também foi membro do Conselho da Revolução entre 1977 e 1980. Sucedeu depois a Garcia Vaz Contreiras como Comissário da Província de Benguela em 1979 e ocupou esse cargo até ser substituído por Kundi Paihama em 1981. Foi também coordenador da Comissão do MPLA naquela província.
Em 1980 foi eleito para a Assembleia do Povo e reeleito deputado em 1986. Licenciou-se deputado para assumir, em 1981, como Ministro da Segurança do Estado, em substituição a Kundi Paihama. Ocupou este cargo ministerial até 1986, altura em que Kundi Paihama o sucedeu novamente. Foi também Secretário do Comité Central do MPLA para os Órgãos de Estado e Judiciário.
Assumiu então o cargo de chefe da Direcção de Operações do Estado-Maior, sendo promovido a General das Forças Armadas das Forças Armadas Angolanas. Foi eleito deputado da Assembleia Nacional pelo MPLA em 1992 e foi durante algum tempo Presidente da Comissão Parlamentar de Defesa, Segurança e Ordem Interna e Primeiro Vice-Presidente da Comissão Parlamentar de Defesa, Segurança e Ordem Interna. 
No V Congresso do MPLA, a 12 de dezembro de 2003, foi eleito sucessor de João Lourenço como secretário-geral do MPLA e ocupou este cargo de liderança dentro do partido até 27 de agosto de 2016, altura em que foi substituído por António Paulo Kassoma. Foi também reeleito membro do Comité Central e do Politburo no V Congresso do MPLA. Foi eleito também um dos vice-presidentes da Internacional Socialista em julho de 2008, ocupando funções até novembro de 2022.
Nas eleições para a Assembleia Nacional de Angola em setembro de 2008 e nas eleições gerais de agosto de 2012 foi eleito no Círculo Nacional do MPLA para a Assembleia Nacional. Nas eleições para a Assembleia Nacional de 23 a 26 de agosto de 2017, foi reeleito pela lista nacional do MPLA (era o 9º nome inscrito), sendo membro da Comissão de Relações Exteriores, Cooperação Internacional e Comunidades Angolanas no Estrangeiro.
Foi inscrito na posição 105 na lista do MPLA para o círculo nacional nas eleições gerais de Angola de 2022. Somente 67 candidatos do partido se elegeram pelo círculo nacional. Assim, após muitos anos no parlamento, Dino Matrosse ficou na suplência e sem titularidade de uma cadeira legislativa.